# Sébastien Schuller
Pour les articles homonymes, voir Schuller.
Sébastien Schuller, né Jean-Sébastien Schuller, est un auteur-compositeur-interprète français originaire d'Aubergenville dans les Yvelines.
Sa musique pop et mélancolique, qu'il compose et interprète presque en solitaire, est un mélange de sonorités acoustiques et électroniques. Il participe à de nombreux festivals et donne de nombreux concerts, comme à La Cigale, La Route du Rock, le Montreux Jazz Festival, Primavera Sound, South by Southwest.

## Discographie
Son premier maxi, Weeping Willow, sorti en 2002 chez Capitol Records, a été accueilli très favorablement par la critique musicale. Son premier album, Happiness, sorti en 2005 chez Catalogue, a été salué par la critique avec le même enthousiasme. Il est également sorti en Espagne et en Belgique. Son deuxième album, Evenfall est sorti le 25 mai 2009. Son troisième album, Heat Wave, est sorti en septembre 2014. Sebastien travaille actuellement sur deux nouveaux disques, Introspection composé essentiellement au piano est sorti en Avril 2023.
Il compose également des musiques de longs métrages : Un jour d'été, Toi et moi, Notre univers impitoyable, One O One, Le Beau Monde, Damien veut changer le monde, La nuit a dévoré le monde.